# Selección de fútbol sub-20 de Montserrat
La Selección de fútbol sub-20 de Montserrat es el equipo que representa al país en el Mundial Sub-20 y en el Campeonato Sub-20 de la Concacaf; y es controlado por la Asociación de Fútbol de Montserrat.

## Participaciones

### Mundial Sub-20
| Año   | Ronda        | J            | G            | E            | P            | GF           | GC           |
| ----- | ------------ | ------------ | ------------ | ------------ | ------------ | ------------ | ------------ |
| 1977  | No clasificó | No clasificó | No clasificó | No clasificó | No clasificó | No clasificó | No clasificó |
| 1979  | No clasificó | No clasificó | No clasificó | No clasificó | No clasificó | No clasificó | No clasificó |
| 1981  | No clasificó | No clasificó | No clasificó | No clasificó | No clasificó | No clasificó | No clasificó |
| 1983  | No clasificó | No clasificó | No clasificó | No clasificó | No clasificó | No clasificó | No clasificó |
| 1985  | No clasificó | No clasificó | No clasificó | No clasificó | No clasificó | No clasificó | No clasificó |
| 1987  | No clasificó | No clasificó | No clasificó | No clasificó | No clasificó | No clasificó | No clasificó |
| 1989  | No clasificó | No clasificó | No clasificó | No clasificó | No clasificó | No clasificó | No clasificó |
| 1991  | No clasificó | No clasificó | No clasificó | No clasificó | No clasificó | No clasificó | No clasificó |
| 1993  | No clasificó | No clasificó | No clasificó | No clasificó | No clasificó | No clasificó | No clasificó |
| 1995  | No clasificó | No clasificó | No clasificó | No clasificó | No clasificó | No clasificó | No clasificó |
| 1997  | No clasificó | No clasificó | No clasificó | No clasificó | No clasificó | No clasificó | No clasificó |
| 1999  | No clasificó | No clasificó | No clasificó | No clasificó | No clasificó | No clasificó | No clasificó |
| 2001  | No clasificó | No clasificó | No clasificó | No clasificó | No clasificó | No clasificó | No clasificó |
| 2003  | No clasificó | No clasificó | No clasificó | No clasificó | No clasificó | No clasificó | No clasificó |
| 2005  | No clasificó | No clasificó | No clasificó | No clasificó | No clasificó | No clasificó | No clasificó |
| 2007  | No clasificó | No clasificó | No clasificó | No clasificó | No clasificó | No clasificó | No clasificó |
| 2009  | No clasificó | No clasificó | No clasificó | No clasificó | No clasificó | No clasificó | No clasificó |
| 2011  | No clasificó | No clasificó | No clasificó | No clasificó | No clasificó | No clasificó | No clasificó |
| 2013  | No clasificó | No clasificó | No clasificó | No clasificó | No clasificó | No clasificó | No clasificó |
| 2015  | No clasificó | No clasificó | No clasificó | No clasificó | No clasificó | No clasificó | No clasificó |
| 2017  | No clasificó | No clasificó | No clasificó | No clasificó | No clasificó | No clasificó | No clasificó |
| 2019  | No clasificó | No clasificó | No clasificó | No clasificó | No clasificó | No clasificó | No clasificó |
| 2021  | No clasificó | No clasificó | No clasificó | No clasificó | No clasificó | No clasificó | No clasificó |
| Total | 0/23         | 0            | 0            | 0            | 0            | 0            | 0            |

### Campeonato Sub-20 de la Concacaf
| Año   | Ronda              | J                  | G                  | E                  | P                  | GF                 | GC                 |                    |
| ----- | ------------------ | ------------------ | ------------------ | ------------------ | ------------------ | ------------------ | ------------------ | ------------------ |
| 1962  | No participó       | No participó       | No participó       | No participó       | No participó       | No participó       | No participó       | No participó       |
| 1964  | No participó       | No participó       | No participó       | No participó       | No participó       | No participó       | No participó       | No participó       |
| 1970  | No participó       | No participó       | No participó       | No participó       | No participó       | No participó       | No participó       | No participó       |
| 1973  | No participó       | No participó       | No participó       | No participó       | No participó       | No participó       | No participó       | No participó       |
| 1974  | No participó       | No participó       | No participó       | No participó       | No participó       | No participó       | No participó       | No participó       |
| 1976  | No participó       | No participó       | No participó       | No participó       | No participó       | No participó       | No participó       | No participó       |
| 1978  | No participó       | No participó       | No participó       | No participó       | No participó       | No participó       | No participó       | No participó       |
| 1980  | No participó       | No participó       | No participó       | No participó       | No participó       | No participó       | No participó       | No participó       |
| 1982  | No participó       | No participó       | No participó       | No participó       | No participó       | No participó       | No participó       | No participó       |
| 1984  | No participó       | No participó       | No participó       | No participó       | No participó       | No participó       | No participó       | No participó       |
| 1986  | No participó       | No participó       | No participó       | No participó       | No participó       | No participó       | No participó       | No participó       |
| 1988  | No participó       | No participó       | No participó       | No participó       | No participó       | No participó       | No participó       | No participó       |
| 1990  | No participó       | No participó       | No participó       | No participó       | No participó       | No participó       | No participó       | No participó       |
| 1992  | No participó       | No participó       | No participó       | No participó       | No participó       | No participó       | No participó       | No participó       |
| 1994  | No participó       | No participó       | No participó       | No participó       | No participó       | No participó       | No participó       | No participó       |
| 1996  | No participó       | No participó       | No participó       | No participó       | No participó       | No participó       | No participó       | No participó       |
| 1998  | No participó       | No participó       | No participó       | No participó       | No participó       | No participó       | No participó       | No participó       |
| 2001  | No clasificó       | No clasificó       | No clasificó       | No clasificó       | No clasificó       | No clasificó       | No clasificó       | No clasificó       |
| 2003  | Abandonó el Torneo | Abandonó el Torneo | Abandonó el Torneo | Abandonó el Torneo | Abandonó el Torneo | Abandonó el Torneo | Abandonó el Torneo | Abandonó el Torneo |
| 2005  | No participó       | No participó       | No participó       | No participó       | No participó       | No participó       | No participó       | No participó       |
| 2007  | No participó       | No participó       | No participó       | No participó       | No participó       | No participó       | No participó       | No participó       |
| 2009  | No participó       | No participó       | No participó       | No participó       | No participó       | No participó       | No participó       | No participó       |
| 2011  | No participó       | No participó       | No participó       | No participó       | No participó       | No participó       | No participó       | No participó       |
| 2013  | No participó       | No participó       | No participó       | No participó       | No participó       | No participó       | No participó       | No participó       |
| 2015  | No participó       | No participó       | No participó       | No participó       | No participó       | No participó       | No participó       | No participó       |
| 2017  | No participó       | No participó       | No participó       | No participó       | No participó       | No participó       | No participó       | No participó       |
| 2018  | No participó       | No participó       | No participó       | No participó       | No participó       | No participó       | No participó       | No participó       |
| 2020  | No clasificó       | No clasificó       | No clasificó       | No clasificó       | No clasificó       | No clasificó       | No clasificó       | No clasificó       |
| Total | 0/28               | -                  | -                  | -                  | -                  | -                  | -                  |                    |